# 門羅鎮區 (新澤西州格洛斯特縣)
門羅鎮區（英語：Monroe Township）是位於美國新澤西州格洛斯特縣的一個鎮區。

## 地方資料
門羅鎮區的面積為121.54平方千米，當中陸地面積為120.23平方千米，而水域面積為1.31平方千米。根據2020年美國人口普查的數據，當地共有人口37117人，而人口密度為每平方千米305.39人。